# ばるな (2代)
ばるな (VARUNA) は東日本フェリーが運航していたフェリーである。本項目では、1987年就航の2代目について取り扱う。インド神話の航海安全の神の名前「ヴァルナ」から命名。また、同社の歴代フラッグシップにこの船名がつけられる。

## 概観
初代ばるな（元だいせつ）の代船として建造された。三菱重工業下関造船所で建造された初の大型フェリーで、建造当時は国内最大級であったが、エンジンの振動、騒音が客室に伝わる不具合が発生し、就航後も防振装置取り付け、溶接部補強など2年間に渡って対策が行われた。
1987年7月20日、大洗 - 室蘭航路に就航した。本船の就航により同航路の所要時間が2時間短縮された。
1989年、「びくとり」の就航により仙台 - 苫小牧航路に転配された。ばるな (3代)の就航により、仙台 - 苫小牧航路に転配されたびくとりと交代で引退した。
1998年8月にギリシャのStrintzis Linesに売却されて、SUPERFERRY HELLASとなり、ペラマで旅客設備の改装を受け、1999年にパトラ～アンコーナ航路に就航した。2000年には、運行会社がリブランドされen:Blue Star FerriesとなったためBLUE HORIZONと改名、以降、主にパトラ、ピレウスを拠点とする航路で運航されている。

## 設備
内装は同時期の「べにりあ」とともに、フェリー業界で初めての試みとして造船と内装を分離し清水建設に分離発注する形とした。船内はスペースをゆったりと取ったものとし初代ばるなでの等級別の船室利用率を勘案し特等・ドライバールームを主に削減し、また車両甲板から客室甲板までのエスカレーターも設置された。
Aデッキ
- 特等洋室 - 2名×24室 計48名
- エントランスホール
- スナックバー
- レストランシアター

Bデッキ
- 1等洋室 - 4名×48室 計192名
- 1等和室 - 4名×5室 計20名
- 2等寝台 - 12名×14室 計168名
- 2等和室 - 6室 計212名
- ドライバーズルーム(寝台) - 2室　計40名（1段ベッド型[2]）
- 売店・案内所
- 軽食コーナー - 茶店風の内装とした。
- 浴室
- 自動販売機コーナー
- ゲームセンター
- カードルーム
- 喫煙コーナー
- ドライバー浴室
- ドライバー喫煙コーナー